# Maison impressionniste
La Maison impressionniste est une maison à Argenteuil, dans le Val-d'Oise, en France. Construite en 1871, cette demeure de type « chalet suisse » a été occupée entre 1874 et 1878 par le peintre Claude Monet, qui y a réalisé 259 toiles, dont 156 représentations de la ville. Rachetée par la commune en 2003, la bâtisse de 150 m2 a depuis été transformée en un espace culturel consacré à ce maître de l'impressionnisme. Ouvert pour la première fois au public le 17 septembre 2022,  à l'occasion des Journées européennes du patrimoine, il comprend notamment une réplique du bateau-atelier employé par l'artiste pour peindre sur la Seine.